# Tāsgaon
Tāsgaon är en ort i Indien.   Den ligger i delstaten Maharashtra, i den sydvästra delen av landet, 1 300 km söder om huvudstaden New Delhi. Tāsgaon ligger 586 meter över havet och antalet invånare är 34 933.
Terrängen runt Tāsgaon är platt. Runt Tāsgaon är det tätbefolkat, med 819 invånare per kvadratkilometer. Tāsgaon är det största samhället i trakten. Trakten runt Tāsgaon består till största delen av jordbruksmark.